# Rudolf Berliner
Paul Rudolf Berliner (geboren 14. April 1886 in Ohlau; gestorben 26. August 1967 in Berchtesgaden) war ein deutscher Kunsthistoriker.

## Leben
Rudolf Berliner war der Sohn des Siemens-Managers Theodor Berliner (1851–1915) und der Philippine Wollner. Berliner studierte Kunstgeschichte in Berlin, Heidelberg und Wien, wo er 1910 bei Josef Strzygowski und Max Dvořák promoviert wurde. Er wurde 1912 beim Bayerischen Nationalmuseum angestellt. Berliner war Reserveleutnant im Königin Elisabeth Garde-Grenadier-Regiment Nr. 3 und vier Jahre Soldat im Ersten Weltkrieg. 1919 kehrte er in den Dienst des Museums als wissenschaftlicher Angestellter zurück, er wurde 1920 zum Kustos und 1926 zum Oberkustos befördert, was mit dem Titel eines Professors verbunden war. Er war mit Maria Bever (1881–1981) verheiratet, deren Familie in Schönau am Königssee das Haus Schneewinkellehen besaß. Sie hatten zwei Söhne.
Berliner entwickelte sich zum Fachmann für Buntpapiere des 18. und 19. Jahrhunderts. „Ihm ist es vermutlich zu verdanken, daß im Dezember 1922 die Buntpapiersammlung auf das Doppelte anwuchs.“ Ein Tausch von Sammlungsstücken mit der Bayerischen Staatsbibliothek erhöhte damals den Bestand von 464 Blatt auf 814 Inventarnummern.
Sein 1925 bei Klinkhardt & Biermann in Leipzig in 4 Mappen mit insgesamt 450 Tafeln publiziertes Werk über Ornamentale Vorlageblätter des 15.-18. Jahrhunderts wurde 1926 durch einen Textband ergänzt. Dort erläuterte er im Vorwort die aufwändigen Vorarbeiten. Er hatte Druckgrafikbestände der Kupferstichkabinette in Berlin, Braunschweig, Coburg, Dresden, Frankfurt a. M., London, München, Rom, Stuttgart sowie Wien und kunstgewerbliche und kunsthistorische Sammlungen in Wolfenbüttel, Leipzig, London, Nürnberg, Paris, Wien und Florenz durchgearbeitet.
Im Bayerischen Nationalmuseum erweckte die Weihnachtskrippen-Sammlung Berliners besonderes Interesse. Diese Kunstzeugnisse, die innerhalb der Kunstgeschichtswissenschaft als Kleinplastiken der Volksfrömmigkeit deklariert wenig Beachtung fanden, wollte er als eigene Kunstgattung etablieren. 1926–1930 erschien dazu sein erstes Buch "Denkmäler der Krippenkunst". Sein zweites Buch, eine umfassende Geschichte der Weihnachtskrippe ("Die Weihnachtskrippe" 1933) gilt bis heute als unüberholtes Standardwerk der Krippengeschichte.
Zusammen mit Philipp Maria Halm erfolgte 1931 die Bearbeitung der Handschrift „Aschaffenburger Codex“ (Aschaffenburger Hofbibliothek, Ms. 14), in der Kardinal Albrecht von Brandenburg das Hallesche Heiltum beschreiben und abbilden ließ.
Nach der Machtübergabe an die Nationalsozialisten 1933 wurde Berliner im KZ Dachau inhaftiert, kam aber durch die Initiative der Kollegen Wilhelm Pinder und Hans Buchheit und des Kunsthändlers und Alten Kämpfers Eugen Brüschwiler wieder frei. Wegen des Frontkämpferprivilegs blieb er noch bis 1935 im Amt, bis die rassistischen Maßnahmen des deutschen Staates verschärft wurden. Die beiden Söhne schickte er in die USA. Ihm selbst gelang erst 1939 die Emigration in die USA.
Berliner fand in New York Beschäftigung beim Museum of the Arts of Decoration der Cooper Union und ab 1946 beim Museum of Fine Arts der Rhode Island School of Design in Providence. Als die Buntpapierfabrik AG, Aschaffenburg anlässlich ihres 150-jährigen Bestehens eine Jubiläumsgabe plante, hatte deren erster Vorstand Guido Dessauer als Autor Rudolf Berliner vorgesehen, was jedoch aus Termingründen scheiterte, weshalb Albert Haemmerle diese Aufgabe übernahm. Ab 1962 forschte er beim Textile Museum in Washington, D.C. Dort wirkte er als wissenschaftlicher Mitarbeiter und Berater für koptische Textilien. Eine Studie über »Die kunstgeschichtliche Bedeutung einiger Kleisterfarbenpapiere« fand in der Fachwelt keine Resonanz.

## Schenkungen
1963 vermachte Rudolf Berliner dem Metropolitan Museum of Art mehrere Blatt farbiger Kleisterpapiere aus dem 18. Jahrhundert.

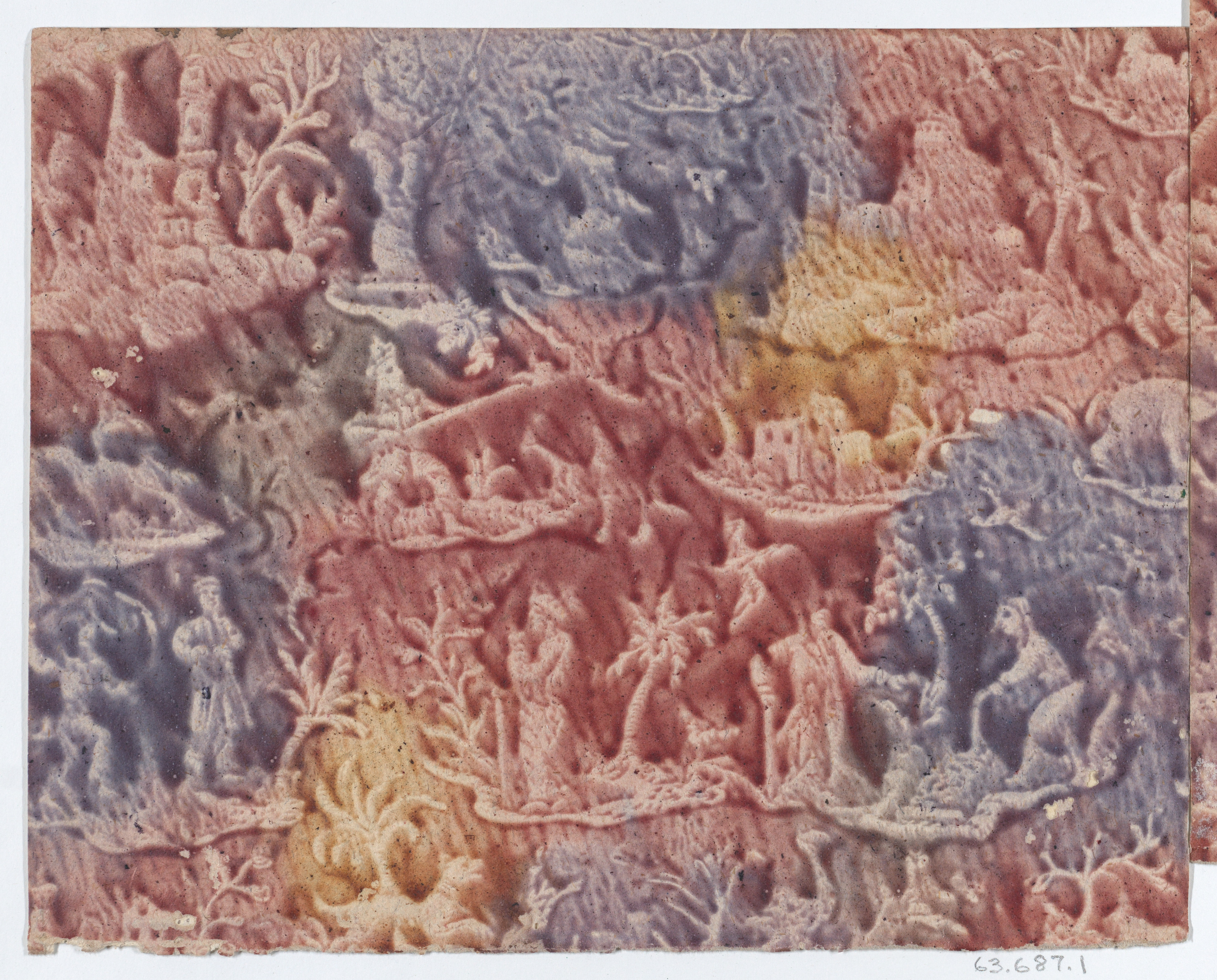
Blatt mit Figuren in Landschaft, Kleisterpapier in Rot, Lila und Gelb
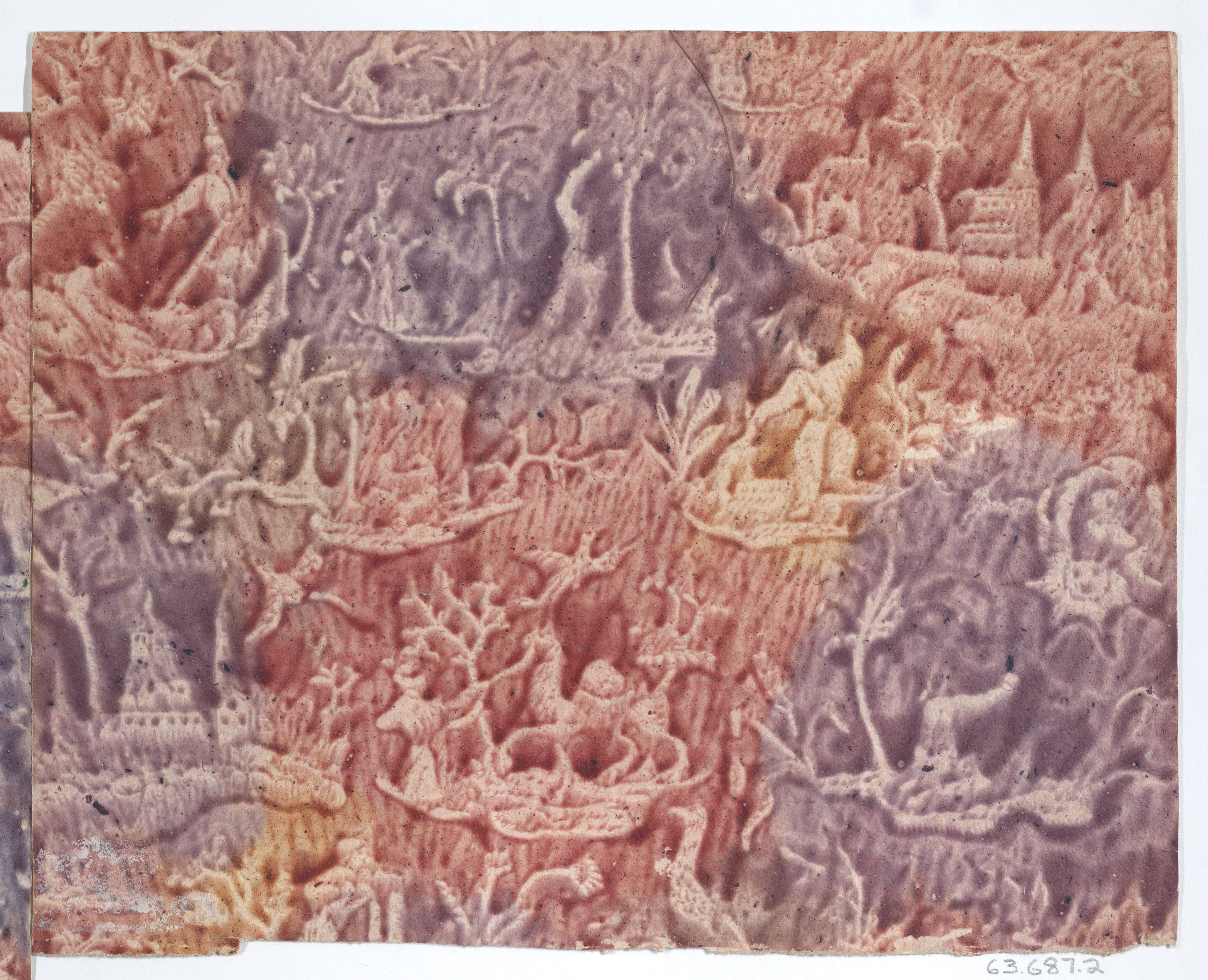
Blatt mit Figuren in Landschaft, Kleisterpapier in Rot, Lila und Gelb

## Schriften (Auswahl)
- mit Paul Borchardt: Silberschmiedearbeiten aus Kurdistan. D. Reimer, Berlin 1922.
- Die Bildwerke in Elfenbein, Knochen, Hirsch- und Steinbockhorn mit einem Anhange: Elfenbeinarbeiten der Staatlichen Schloßmuseen in Bayern. Filser, Augsburg 1926. (Digitalisat).
- Denkmäler der Krippenkunst. Dr. B. Filser Augsburg 1926–1930 (Digitalisat).
- Die Weihnachtskrippe. Prestel, München 1955.
- A Coptic Tapestry of Byzantine Style. In: Textile Museum Journal 1 (1962), S. 1–22. (Digitalisat)
- Horsemen in Tapestry Roundels Found in Egypt. In: Textile Museum Journal 2 (1963), S. 39–54. (Digitalisat)
- Tapestries From Egypt Influenced By Theatrical Performances. In: Textile Museum Journal 3 (1964), S. 35–49. (Digitalisat)
- Remarks on some Tapestries from Egypt. In: Textile Museum Journal 4 (1965), S. 20–41. (Digitalisat)
- More about the Developing of Islamic Style Tapestries. In: Textile Museum Journal 5 (1966), S. 3–14. (Digitalisat)
- Robert Suckale (Hrsg.): Rudolf Berliner (1886–1967). The »freedom of medieval art« und andere Studien zum christlichen Bild. Lukas, Berlin 2003 ISBN 978-3-931836-71-9. Vorwort von Suckale mit einer Kurzvita.